# Moorhead (Iowa)
Pour les articles homonymes, voir Moorhead.
Moorhead est une ville du comté de Monona, en Iowa, aux États-Unis. Elle est fondée en 1872 et incorporée le 9 avril 1900.

## Source de la traduction
- (en) Cet article est partiellement ou en totalité issu de l’article de Wikipédia en anglais intitulé « Moorhead, Iowa » (voir la liste des auteurs).